# Flavopimpla philippina
Flavopimpla philippina är en stekelart som beskrevs av Gupta och Tikar 1976. Flavopimpla philippina ingår i släktet Flavopimpla och familjen brokparasitsteklar. Inga underarter finns listade i Catalogue of Life.